# Renier de Huy
Renier de Huy   (mil·lenni II - c. 4 de desembre de 1146) o Rainer de Huy, va ser un orfebre i bronzista belga dels segles xi i xii.

## Biografia
Va ser actiu a la vall belga del riu Meuse, al principat de Lieja, El patrònim de Renier es dirigeix a la ciutat d'Huy. El Principat de Lieja era al segle xii el centre de l'art romànic.
No se sap pràcticament res de la vida de Renier de Huy. Es menciona un Reinerus aurifaber, en una carta al bisbe de Lieja respecte a una església a Huy, el 1125. La Liste des noms d'artistes de l'Union Getty indica que era actiu fins al 1144. Hauria mort cap a 1150.

## Obres
Renier de Huy seria el creados de lesFonts baptismals de Saint-Barthélemy per l'església Notre-Dame de les fonts (actualment desaparegudes), una obra cabdal d'entre els anys 1107 i 1118 · , encomanada per l'abat Hellinus. o del segle xv.
L'única altra obra atribuïda a Renier de Huy és un petit crucifix de bronze, conservat al museu Schnütgen, a Colònia (Alemanya). · .

## Estil
Lestil naturalista i antic de Renier de Huy té una influència profunda en l'art gòtic antic i anuncia el Renaixement.

## Successors
Godefroy de Huy (Godefroy de Claire), també originari de Huy, i Nicolas de Verdun il·lustren, posteriorment a Renier de Huy, l'orfbreria del Mosa del segle xii.

## Galeria d'imatges

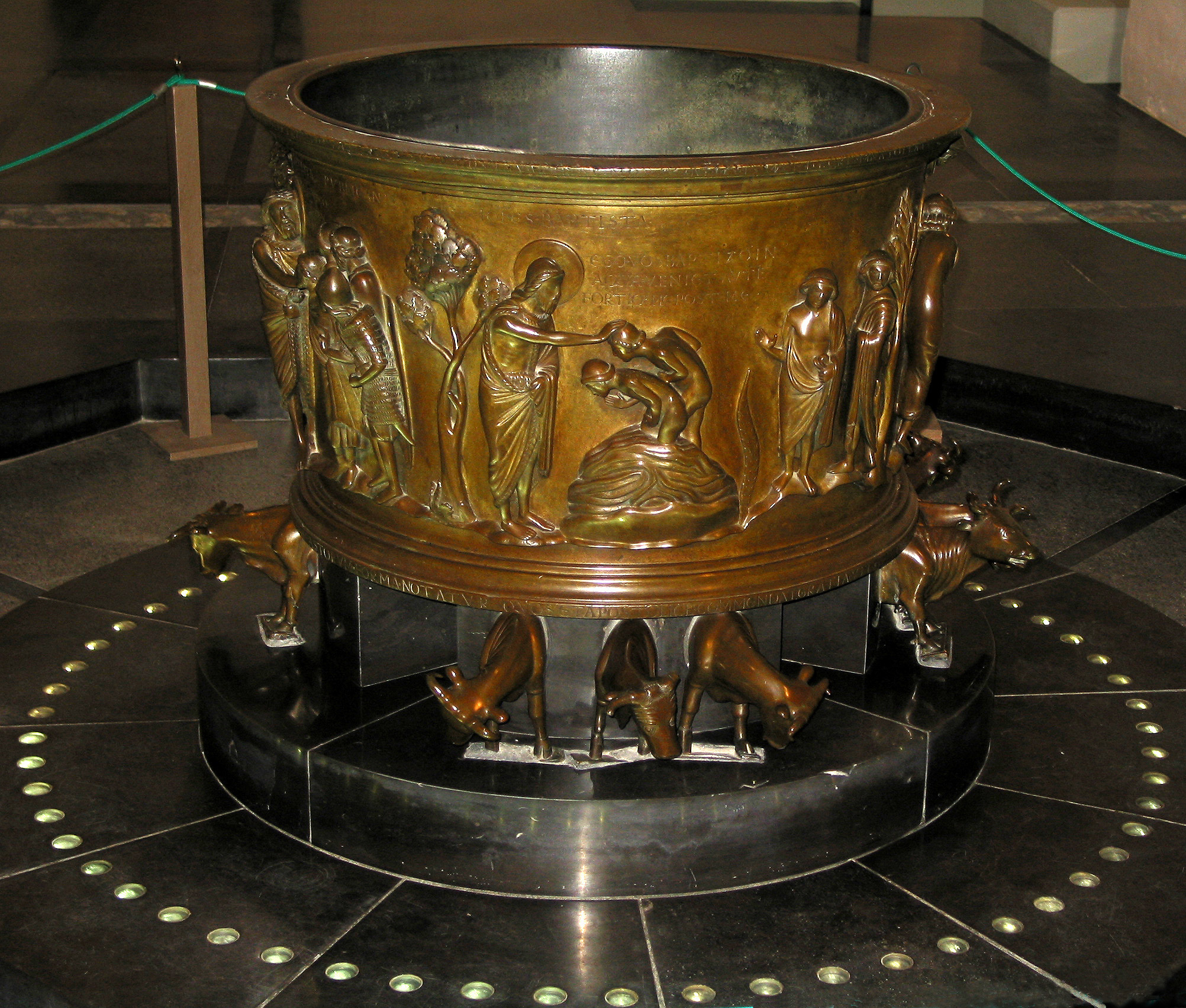
Fonts baptismals de Saint-Barthélemy
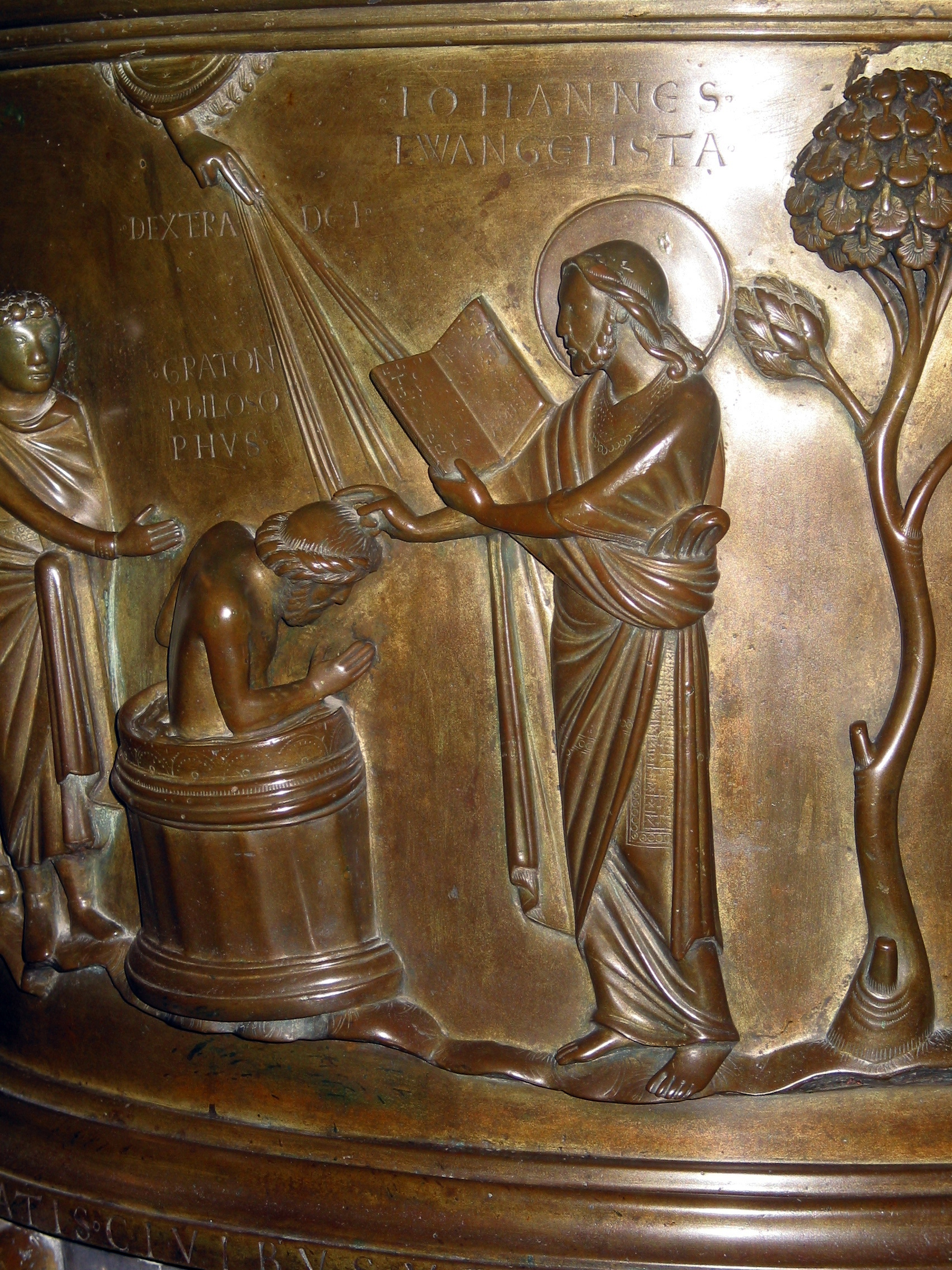
Baptisme del filòsog grec Crató.
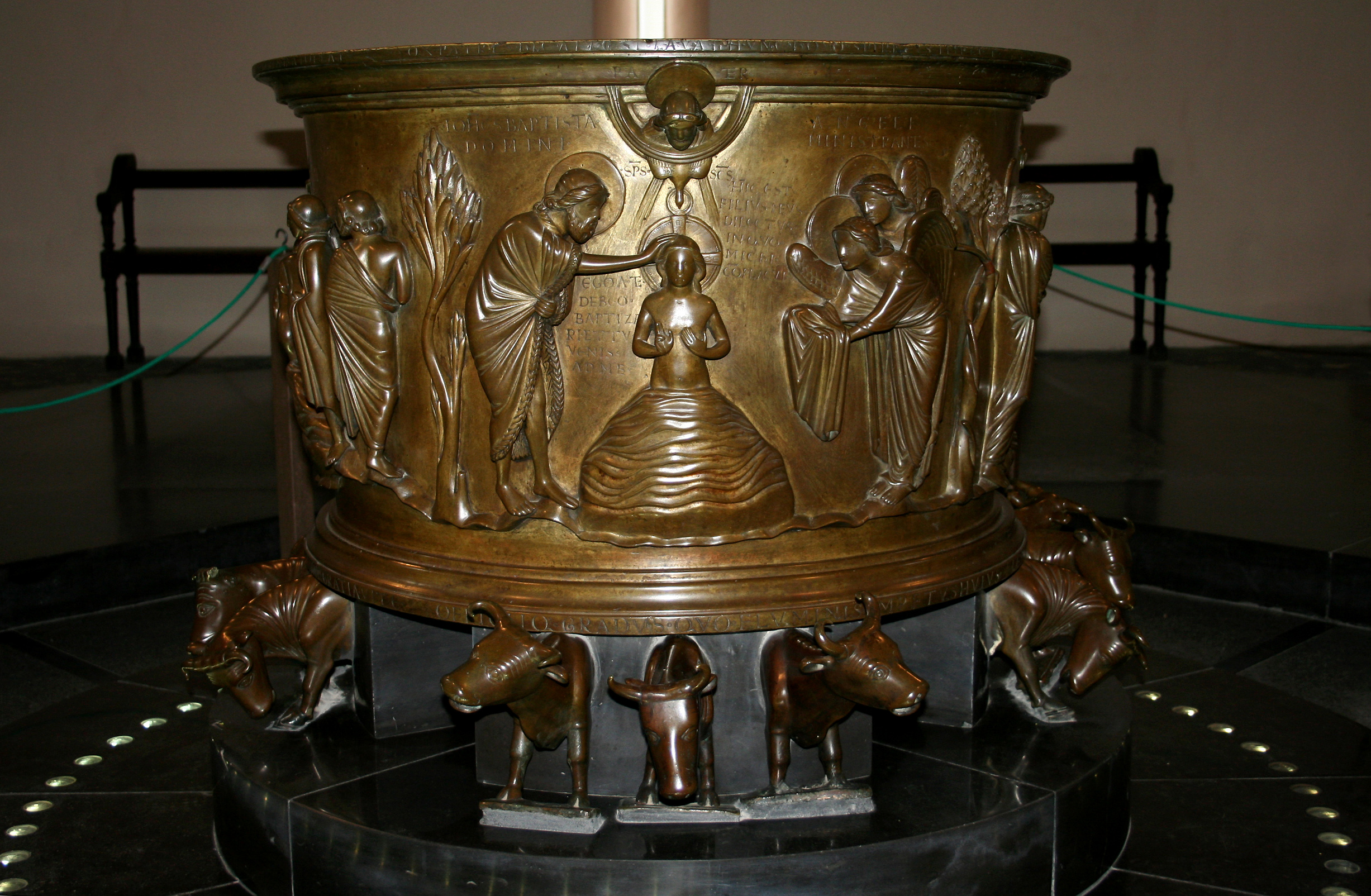
Baptisme de Crist.
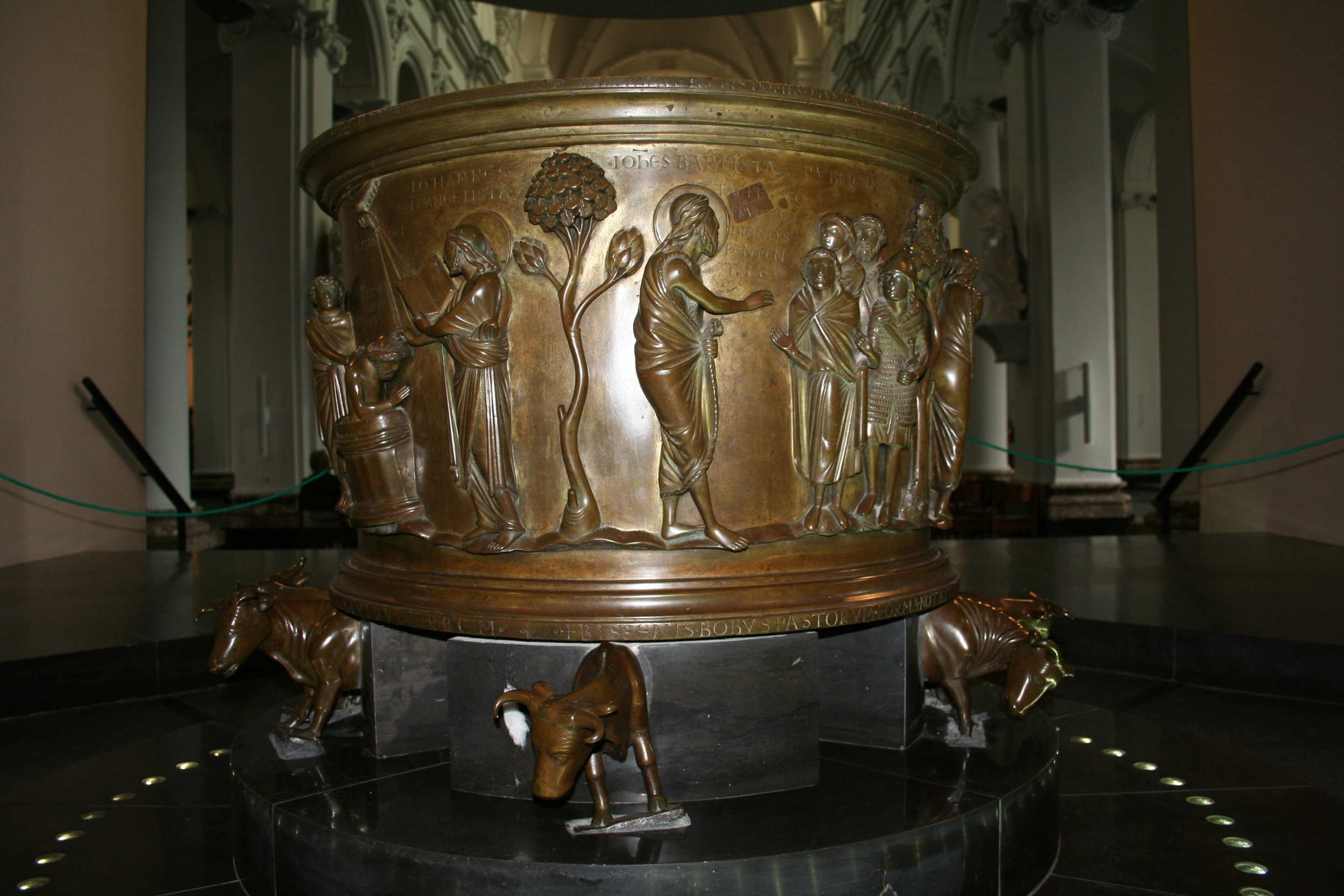
Predicació de Sant Joan Baptista.
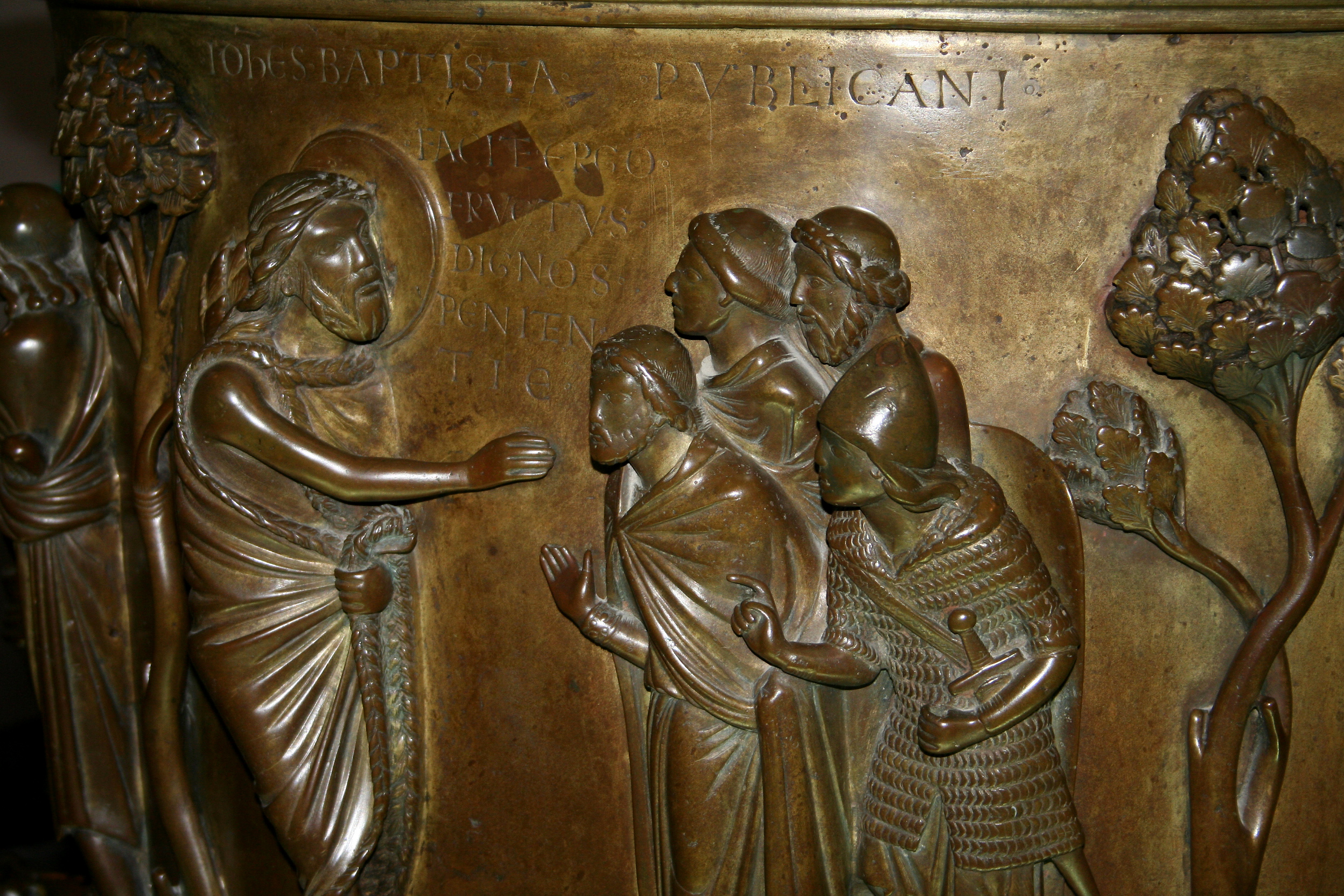
Predicació de Sant Joan Baptista.